# Kit de Waal

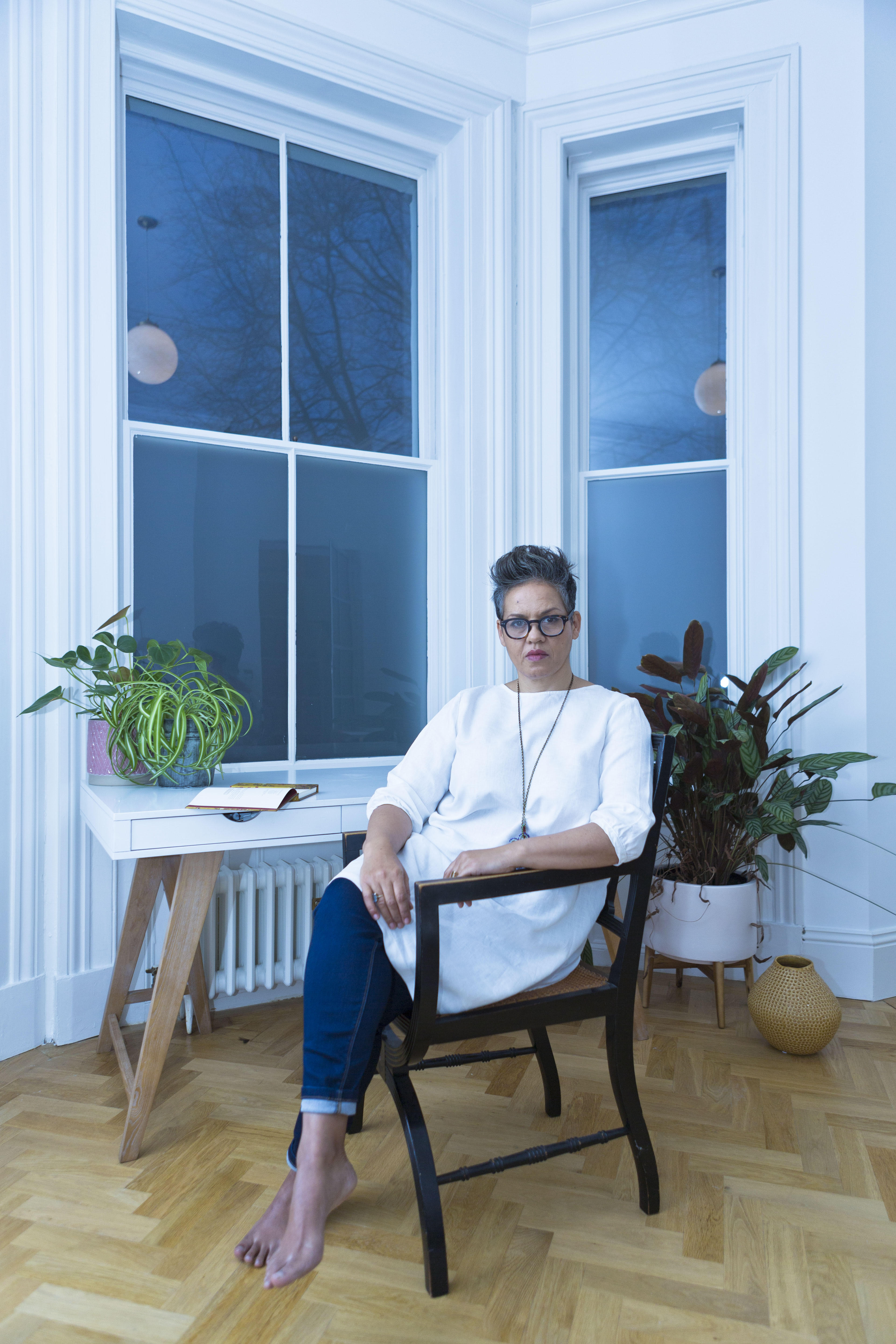
Kit de Waal, 2020

Kit de Waal (geboren als Mandy Theresa O’Loughlin; * 26. Juli 1960 in Birmingham) ist eine britische/irische Sozialarbeiterin und Schriftstellerin.

## Leben
Mandy O’Loughlins Mutter war eine irische Kinderpflegerin, ihr Vater ein Busfahrer mit afro-karibischer Herkunft. Sie wuchs in zwei Großfamilien von Immigranten in Birmingham auf. 1981 kam es in ihrem Wohnbezirk zu den Handsworth-Unruhen.
Sie besuchte eine Grammar School in Small Heath, Birmingham und arbeitete danach für fünfzehn Jahre in der städtischen Sozialverwaltung in der Bewährungshilfe und in der Familienhilfe. Sie spezialisierte sich auf das Familienrecht und auf Adoptionsfragen und schrieb Handreichungen für das Adoptionsrecht und für die Pflegschaft. Sie wurde auch als Friedensrichterin eingesetzt.
O’Loughlin heiratete den Juristen und Kronanwalt John de Waal, er stammt mütterlicherseits aus der Wiener aus der Familie Ephrussi, der Keramiker und Schriftsteller Edmund de Waal ist ihr Schwager. Sie haben zwei Kinder, die Ehe ist geschieden.
Als ihre Kinder größer wurden, absolvierte de Waal ein Studium für Kreatives Schreiben an der Brookes University in Oxford, was sie mit einem Master abschloss. In der Folge veröffentlichte sie gelegentlich Kurzgeschichten. Ihr Roman My Name Is Leon gewann 2017 den Irish Novel of the Year Award, er stand auf der Shortlist bei den Costa Book Awards in der Kategorie Erstlingswerk, war für den „Desmond Elliott Prize“ nominiert und gewann den Kerry Group Irish Fiction Award. De Waal produzierte im November 2017 bei der BBC die Sendung Where Are All the Working Class Writers?
2019 wurde de Waal in die Anthologie New Daughters of Africa von Margaret Busby aufgenommen.

## Auszeichnungen und Veröffentlichungen
| Veröffentlichung                       | Jahr | Herausgeber/Auszeichnung                                                      |
| -------------------------------------- | ---- | ----------------------------------------------------------------------------- |
| The Beautiful Thing                    | 2020 | The Art of the Glimpse: 100 Irish Short Stories - anthology, Head of Zeus     |
| Becoming Dinah                         | 2019 | Hachette                                                                      |
| Die Zeit und was sie heilt : Roman     | 2019 | Rowohlt, Übersetzung Katharina Naumann                                        |
| The Trick to Time                      | 2018 | Penguin/Viking                                                                |
| Six Foot Six                           | 2018 | Penguin (Quick Reads)                                                         |
| My Name Is Leon                        | 2016 | Viking Penguin, Irish Book of the Year, Shortlisted for Desmond Elliott Prize |
| Mein Name ist Leon : Roman             | 2016 | Rowohlt, ISBN 978-3-499-27230-1, Übersetzung Katharina Naumann                |
| "Crushing Big"                         | 2015 | Bridport Prize, Flash Fiction, First Prize                                    |
| "I Am the Painter's Daughter"          | 2015 | Bare Fiction, Flash Fiction, Second Prize                                     |
| "Romans 1 Verse 29, Sins of the Heart" | 2014 | Bridport Prize, Flash Fiction, First Prize                                    |
| "The Beautiful Thing"                  | 2014 | Bath Short Story Award Short Story Second Prize and BBC Radio 4 Drama         |
| "Adrift at the Athena"                 | 2014 | A Midlands Odyssey and BBC Radio 4 Drama                                      |
| "The Old Man & The Suit"               | 2014 | Costa Short Story Award, Second Prize                                         |
| "Blue in Green"                        | 2014 | Readers' Choice award, SI Leeds Literary Prize                                |
| "A Glass of Light of Silver"           | 2013 | Final Chapters Anthology: Writings About The End Of Life                      |
| "The Way of the World"                 | 2013 | The Sea in Birmingham - anthology, Tindal Street Fiction Group                |
| "A Taste of Death"                     | 2011 | Fish Prize, shortlisted                                                       |